# Chocholatka červená
Chocholatka červená, známá též pod názvem chocholatka křovinná (Cephalophus natalensis) je malá antilopa žijící ve střední a jižní Africe. Obývá rozptýlené i souvislé lesy a křoviny v Malawi, Mosambiku a jižní Tanzanii.
Se svou kohoutkovou výškou kolem 40 cm, délkou těla 0,7–1 m a hmotností kolem 13 kg patří k vůbec nejmenším žijícím antilopám. Srst, která je delší a hrubší na krku, je zbarvena červenooranžově až temně hnědě s tmavými místy na hlavě a krku. Ocas, dlouhý 9–14 cm je u kořene zbarven červeně, u konce černě a bíle. Růžky mívají obě pohlaví, u samic to však není podmínkou.
Je aktivní převážně večer a v noci, v některých oblastech i ve dne. V období dešťů vyhledává čerstvou trávu, listy a plody, v období sucha se spokojí s větvičkami a kořínky. Žije samostatně, v párech nebo v malých, zhruba 3–5členných rozvolněných stádech. Je to velice plaché zvíře, které se stává potravou orlů, leopardů a jiných větších masožravců. Pokud je vyrušena v lesním porostu, většinou se přestane hýbat a spoléhá na své zamaskování. Pokud je vyrušena v otevřené lokalitě s keři, dá se na rychlý útěk a snaží se skrýt v nejbližším úkrytu.
Může se zpravidla rozmnožovat po celý rok, ale nejvíce mláďat se rodí mezi lednem a březnem. Samci se v tomto období ozývají hlasitými a pronikavými pištivými zvuky. Samice rodí jediné, po narození rudočerveně zbarvené mládě, které je několik prvních dnů skryto ve vysoké vegetaci.
V Červeném seznamu IUCN je zařazena do kategorie málo dotčených druhů. Největší hrozbu pro tento druh představuje hromadná ztráta přirozeného biomu a lov.